# 桜井の訣別
「桜井の訣別」（さくらいのけつべつ）は、日本の唱歌の一つ。楠木正成とその息子楠木正行の別れを歌った歌詞である。「青葉茂れる桜井の」、あるいは「大楠公の歌」ともいう。岡山後楽園内に建つ奥山朝恭作曲顕彰碑には、この歌の五線譜が「湊川」として刻まれている。
作詞は落合直文、作曲は奥山朝恭による。

## 概要
後醍醐天皇による建武の新政は戦後処理の失敗により諸方面の反発を招き、反旗を翻した足利尊氏は西国から大軍で反攻してきた。天皇方に勝ち目がないと判断した正成は和睦を進言するが容れられず、寡兵をもって尊氏の大軍の迎撃を命令され、軍を率いて尊氏の上陸地である兵庫の津(現代の神戸市)に向かう。敗北と戦死が確実な戦いに向かう正成は、京から桜井の駅まで進軍してきたとき、11才の息子の正行を呼びよせ「自分は尊氏軍と戦って討死にするが、汝は故郷へ帰るように」と告げる。
正行は「いかに命とは言え、父上を見捨て帰られませぬ、年若くとも自分も供をしたい」と願い出るが、正成は「父が死ねば天下は尊氏のものとなろう、汝はその日に備え、成長し国の為に天皇に仕えよ」と諭す。さらに一本の短刀を渡し「これは先年天皇より賜ったもの、我が形見とし、早く老いた母の元に帰れ」と正行に告げ、両者は涙を流して別れてゆく。太平記屈指の名場面であり、本唱歌はこの情景を描写するものである。

## 歌詞
１．青葉茂れる桜井の　里のわたりの夕まぐれ

　　木の下陰に駒とめて　世の行く末をつくづくと

　　忍ぶ鎧の袖の上に　散るは涙かはた露か

２．正成涙を打ち払い　我が子正行呼び寄せて

　　父は兵庫に赴かん　彼方の浦にて討ち死にせん

　　汝はここまで来つれども　とくとく帰れ故郷へ

３．父上いかにのたもうも　見捨てまつりてわれ一人

　　いかで帰らん帰られん　この正行は年こそは

　　未だ若けれ諸ともに　御供仕えん死出の旅

４．汝をここより帰さんは　我が私の為ならず

　　おのれ討死為さんには　世は尊氏の儘ならん

　　早く生い立ち大君に　仕えまつれよ国の為

５．この一刀は住にし年　君の賜いしものなるぞ

　　この世の別れの形見にと　汝にこれを贈りてん

　　行けよ正行故郷へ　老いたる母の待ちまさん

６．共に見送り見返りて　別れを惜しむ折からに

　　またも降りくる五月雨の　大空に聞こゆる時鳥

　　誰か哀れと聞かざらん　あわれ血に泣くその声を

７．遠く沖べを見渡せば　浮かべる舟のその数は

　　幾千万とも白波の　此方をさして寄せて来ぬ

　　陸はいかにと眺むれば　味方は早くも破られて

８．須磨と明石の浦づたい　敵の旗のみ打ちなびく

　　吹く松風か白波か　よせくる波か松風か

　　響き響きて聞ゆなり　つづみの音に閧の声

９．いかに正季われわれの　命捨つべき時は来ぬ

　　死す時死なでながらえば　死するに勝る恥あらん

　　太刀の折れなんそれまでは　敵のことごと一方より

１０．斬りすてなん屠りてん　進めすすめと言い言いて

　　　駆け入るさまの勇ましや　右より敵の寄せくるは

　　　左の方へと薙ぎ払い　左の方より寄せくるは

１１．右の方へと薙ぎ払う　前よりよするその敵は

　　　後ろよりするその敵も　見ては遁さじ遁さじと

　　　奮いたたかう右ひだり　とびくる矢数は雨あられ

１２．君の御為と昨日今日　数多の敵に当りしが

　　　時いたらぬをいかにせん　心ばかりははやれども

　　　刃は折れぬ矢はつきぬ　馬もたおれぬ兵士も

１３．かしこの家にたどりゆき　共に腹をば切りなんと

　　　刀を杖に立ちあがる　身には数多の痛矢串

　　　戸をおしあけて内に入り　共に鎧の紐とけば

１４．緋おどしならぬくれないの　血潮したたる小手の上

　　　心残りはあらずやと　兄のことばに弟は

　　　これみなかねての覚悟なり　何か嘆かん今さらに

１５．さはいえ悔し願わくは　七度この世に生まれ来て

　　　憎き敵をば滅ぼさん　さなりさなりとうなづきて

　　　水泡ときえし兄弟の　心も清き湊川 